# Japão na Copa do Mundo FIFA de 1998
| Japão 31º lugar (eliminado na primeira fase) | Japão 31º lugar (eliminado na primeira fase) |
| -------------------------------------------- | -------------------------------------------- |
| \| Oficial \| Alternativo \|                 |                                              |
| Associação                                   | JFA                                          |
| Confederação                                 | AFC                                          |
| Participação                                 | 1ª                                           |
| Melhor resultado                             | 9º lugar (2010 e 2022)                       |
| Treinador                                    | Takeshi Okada                                |
| Oficial                                      | Alternativo                                  |

A Seleção Japonesa de Futebol fez sua estreia na Copa do Mundo FIFA depois de se avançar em primeiro lugar no Grupo 4 da fase inicial das eliminatórias asiáticas, e garantiu a vaga ao terminar na segunda posição do Grupo B da fase final, que teve ainda a também classificada Coreia do Sul (19 pontos) e os eliminados Emirados Árabes (9 pontos), Uzbequistão e Cazaquistão (empatados com 6 pontos). O artilheiro dos Samurais Azuis nas eliminatórias foi Kazuyoshi Miura, que marcou 14 dos 48 gols da seleção.
O Japão venceu 8 partidas nas eliminatórias, empatou 5 e sofreu uma derrota (para a Coreia do Sul), marcando 48 gols e sofrendo 10.

## Antecedentes
Depois de perder uma vaga quase garantida para a Copa de 1994 após empatar com o Iraque, o Japão demitiu o técnico neerlandês Hans Ooft e contratou o brasileiro Paulo Roberto Falcão para o seu lugar. A passagem do "Rei de Roma" durou até outubro de 1994, quando foi substituído por Shu Kamo, que comandou a equipe durante 4 jogos das eliminatórias. Em novembro de 1997, Takeshi Okada, então auxiliar de Kamo, foi promovido ao comando técnico da seleção.

## Jogadores convocados
Okada convocou os 22 jogadores que disputariam a Copa do Mundo em 2 de junho de 1998, sendo apenas 2 remanescentes do jogo contra o Iraque em 1993: o zagueiro Masami Ihara e o atacante Masashi Nakayama. Ele, no entanto, surpreendeu ao cortar Kazu, o artilheiro da seleção nas eliminatórias; além dele, o meia Tsuyoshi Kitazawa e o zagueiro Daisuke Ichikawa foram preteridos na lista. O Yokohama Marinos foi o clube com mais convocados (4), seguido por Bellmare Hiratsuka, Júbilo Iwata e Kashima Antlers (3 atletas).
Além de Ihara e Nakayama, outros atletas de destaque lembrados por Okada foram Hidetoshi Nakata, Yoshikatsu Kawaguchi, Naoki Soma, Motohiro Yamaguchi e Hiroshi Nanami. O brasileiro Wagner Lopes, naturalizado japonês desde setembro de 1997, também foi convocado, enquanto Shinji Ono foi o jogador mais jovem do elenco (18 anos). A média de idade era de 25,52 anos.
| Número | Jogador              | Posição       | Clube                |
| ------ | -------------------- | ------------- | -------------------- |
| 1      | Nobuyuki Kojima      | Goleiro       | Bellmare Hiratsuka   |
| 20     | Yoshikatsu Kawaguchi | Goleiro       | Yokohama Marinos     |
| 21     | Seigo Narazaki       | Goleiro       | Yokohama Flügels     |
|        |                      |               |                      |
| 2      | Akira Narahashi      | Defensor      | Kashima Antlers      |
| 3      | Naoki Soma           | Defensor      | Kashima Antlers      |
| 4      | Masami Ihara         | Defensor      | Yokohama Marinos     |
| 5      | Norio Omura          | Defensor      | Yokohama Marinos     |
| 16     | Toshihide Saito      | Defensor      | Shimizu S-Pulse      |
| 17     | Yutaka Akita         | Defensor      | Kashima Antlers      |
| 19     | Eisuke Nakanishi     | Defensor      | JEF United Ichihara  |
|        |                      |               |                      |
| 6      | Motohiro Yamaguchi   | Meio-campista | Yokohama Flügels     |
| 7      | Teruyoshi Ito        | Meio-campista | Nice                 |
| 8      | Hidetoshi Nakata     | Meio-campista | Bellmare Hiratsuka   |
| 10     | Hiroshi Nanami       | Meio-campista | Júbilo Iwata         |
| 11     | Shinji Ono           | Meio-campista | Urawa Red Diamonds   |
| 13     | Toshihiro Hattori    | Meio-campista | Júbilo Iwata         |
| 15     | Hiroaki Morishima    | Meio-campista | Cerezo Osaka         |
| 22     | Takashi Hirano       | Meio-campista | Nagoya Grampus Eight |
|        |                      |               |                      |
| 9      | Masashi Nakayama     | Atacante      | Júbilo Iwata         |
| 12     | Wagner Lopes         | Atacante      | Bellmare Hiratsuka   |
| 14     | Masayuki Okano       | Atacante      | Urawa Red Diamonds   |
| 18     | Shoji Jo             | Atacante      | Yokohama Marinos     |

## Desempenho

### Derrotas para Argentina e Croácia
Sorteado no grupo H, com a Argentina e as também estreantes Croácia e Jamaica, a Seleção Japonesa fez sua estreia em Copas contra a Albiceleste. Takeshi Okada afirmou que ficaria "contentíssimo" com um empate, caso a estratégia japonesa de apostar no contra-ataque funcionasse. A partida, que terminou com vitória argentina por 1 a 0 (gol de Gabriel Batistuta, aos 28 minutos, finalizando na saída de Kawaguchi), foi a mais faltosa da Copa de 1998, com 60 infrações (35 dos  japoneses e 25 dos argentinos) e 3 cartões amarelos (Ihara, Nakanishi e Hirano).
Para o jogo contra a Croácia, o Japão apostou na tecnologia para conhecer melhor a equipe rival e manteve a escalação da partida anterior. A tática não deu resultado, e o Japão terminaria derrotado também por 1 a 0, gol marcado por Davor Šuker aos 32 minutos do segundo tempo, após falha de Kawaguchi. A vitória da Argentina sobre a Jamaica oficializou a eliminação japonesa do torneio.

### O jogo da eliminação e o primeiro gol japonês em Copas
Eliminados, Japão e Jamaica fariam o último jogo de ambos na Copa apenas para cumprir tabela, e Okada fez apenas uma mudança na escalação: Norio Omura substituiu Nakanishi, suspenso por acúmulo de cartões.
Após Theodore Whitmore e Fitzroy Simpson marcarem os gols jamaicanos, coube a Nakayama ser o autor do primeiro gol japonês na história das Copas: Wagner Lopes tocou de cabeça para o atacante, que mandou para as redes de Aaron Lawrence. O Japão terminaria em 31º lugar na classificação geral, à frente dos Estados Unidos no saldo de gols (os americanos não marcaram nenhuma vez)

## Pós-campanha
Após a campanha na Copa de 1998, Okada deixaria o comando da seleção e foi substituído pelo francês Philippe Troussier, que convocou 8 jogadores para a Copa de 2002: Kawaguchi, Akita, Nakata, Morishima, Hattori, Ono, Nakayama, Ono e Narazaki (que assumiria a titularidade do gol japonês na competição sediada junto com a Coreia do Sul) e incluindo Ichikawa, cortado 4 anos antes. Kawaguchi e Narazaki foram os únicos remanescentes do elenco de 1998 a disputar a Copa de 2010, agora como reservas de Eiji Kawashima.